# 俺歌
『俺歌 〜Around30 J-Rock Non-Stop Cover〜』（おれうた アラウンドサーティージェイロックノンストップカバー）は、N.O.-SYO feat.SINのカバーアルバム。2009年6月24日に発売された。元はマルハンの景品CD「SEVEN POWER SONGS〜OREUTA J-Rock Non-Stop Cover〜」。ディスクジャケットは男前豆腐店風の楷書体筆題字。

## 収録曲
全編曲：N.O.-SYO
1. B・BLUE（4:42）[1]
2. せつなさを殺せない（5:23）[1]
3. 十七歳の地図（5:01）[1]
4. JUST ONE MORE KISS（6:01）[1]
5. 恋をとめないで（4:41）[1]
6. I'M GETTIN' BLUE（3:40）
7. DEAR VENUS（3:56）
8. KISS ME（5:27）[1]
9. IN SILENCE（5:01）[1]
10. STAY FREE（6:00）[1]
11. 口唇（3:32）[1]
12. TAKE MY SILENCE〜Theme of OREUTA〜（4:50）[1]
作詞・作曲：BLOOD[1]